# سلمان المرشد
سلمان المرشد (1907 – 1946) مؤسس الطائفة المرشدية يسميه أتباعه الإمام سلمان المرشد.

## ميلاده ونسبه
وُلِدَ عام 1907 في قرية جوبة برغال في جبال اللاذقية، وأُعدِمَ شنقًا في العام 1946. هو سلمان بن مرشد بن يونس، من قرية جوبة برغال شرقي اللاذقية.

## دوره في المشهد السوري
بدأت سيرته سنة 1920 في فترة قيام الثورة السورية ضد الفرنسيين، وانتهت بتأليف حكومة وطنية لها شيء من الاستقلال الداخلي. كان سلمان المرشد قد لفت الأنظار إليه في 1923 عندما بشّر بقرب ظهور المهدي لـ«يملأ الأرض عدلًا».وحد العشائر الغسانية العمامرة والمهالبة والدراوسة وأسماها العشيرة الغسانية وأصبح زعيما لها حارب الإقطاع فأرجع أراضي الفلاحين في مناطق سيطرة عشيرته الى أصحابها مثل مثل مزرعة سطامو في اللاذقية والخندق بالغاب والعاليات في حمص كماقطع الطريق على البعثات التبشيرية التي كانت تنتشر في اللاذقية وتعمل على تنصير العلويين  وكانت هذه البعثات مدعومة من الدول الإستعمارية  وساهم بنجاح الكتلة الوحدوية وعودة دولة العلويين الى الدولة السورية بهذا اكتسب عداوة العائلات الإقطاعية والفرنسيين والإنفصاليين

في سنة 1938 قام بتعيين قضاة وفدائيين وجعل لمن أسماهم الفدائيين ألبسة عسكرية خاصة، وكان في خلال ذلك يزور دمشق نائبًا عن العلويين في المجلس النيابي السوري، اُعتُقِل مع جمع من أتباعه بعد أن اتّهم بالعصيان، وأُعدم شنقًا سنة 1946.
وبعد أن قُتِل سلمان المرشد جاء بعده ابنه «مجيب» (1930 - 1952) الذي يعد المؤسس الحقيقي للمرشدية.[بحاجة لمصدر] حيث مجيب قام بطرح المرشدية كدين جديد متمايز إلى حد كبير عن الطائفة العلوية. أطر فكرية مختلفة نسبيا عن العلوية،وكون مذهبا جديدا شديد التماسك، واتخذ اسمه قيمة قدسية لدى أتباعه. اُغتيل على يد قائد الشرطة العسكرية عبد الحق شحادة 27/11/1952. وبعد اغتياله، استلم قيادة الطائفة أخيه ساجي المرشد (1931 - 1998) الذي يعتبر الزعيم والإمام للمرشدية، ولا توجد عند المرشدية مرجعية دينية بعده. وما زال أتباعه حتى يومنا في سوريا ويقدر عدهم بحوالي 150 إلى 250 ألف نسمة.[وفقًا لِمَن؟]